# Terciman
Pour les articles homonymes, voir Terciman.
Terciman, (tatar de Crimée : ترجمان, russe : Переводчикъ), était un journal publié en langue tatare et russe entre 1883 et 1918.

## Différentes personnalités collaboratrices
- Zühre Akçura,
- Chefika Gasprinskyi,
- Osman Aktchokrakli.